# Ilja Markov
Ilja Vladislavovitsj Markov (Russisch: Илья Владиславович Марков) (Asbest (oblast Sverdlovsk), 19 juni 1972) is een Russische atleet, die is gespecialiseerd in het snelwandelen. Hij werd wereldkampioen, Europees kampioen en Russisch kampioen op het onderdeel 20 km snelwandelen.

## Biografie
Zijn eerste succes behaalde hij in 1990 door op het WK junioren in het Bulgaarse Plovdiv goud te winnen op het onderdeel 10.000 snelwandelen. Vijf jaar later won hij de Russisch kampioenschappen 20 km snelwandelen. Op de Olympische Spelen van 1996 in Atlanta won hij een zilveren medaille op de 20 km snelwandelen achter de Ecuadoriaan Jefferson Pérez (goud) en voor de Mexicaan Bernardo Segura (brons). Een jaar later won hij een gouden medaille op de Universiade. In 1998 schreef hij zijn eerste grote internationale wedstrijd op zijn naam. Op het EK 1998 won hij toen de 20 km in 1:21.10.
Op het WK 1999 in het Spaanse Sevilla behaalde hij zijn grootste succes van zijn sportcarrière door wereldkampioen te worden bij het 20 km snelwandelen. Met een tijd van 1:23.34 versloeg hij de Europees kampioen Jefferson Pérez (zilver; 1:24.19) en de Daniel García (zilver; 1:24.31). Twee jaar later moest hij op het WK 2001 in Edmonton genoegen nemen met een zilver medaille achter zijn landgenoot Roman Rasskazov.

## Titels
- Wereldkampioen 20 km snelwandelen - 1999
- Europees kampioen 20 km snelwandelen - 1998
- Russisch kampioen 20 km snelwandelen - 1995
- Wereldjeugdkampioen 10.000 m snelwandelen - 1990

## Persoonlijke records
| Onderdeel             | Prestatie | Datum             | Plaats     |
| --------------------- | --------- | ----------------- | ---------- |
| 3.000 m snelwandelen  | 11.32,0   | 15 september 2007 | Kielce     |
| 5.000 m snelwandelen  | 18.41,44  | 17 juni 2000      | Spala      |
| 10.000 m snelwandelen | 39.13,60  | 28 mei 2004       | Riga       |
| 10 km snelwandelen    | 38.21     | 27 augustus 2006  | Hildesheim |
| 15 km snelwandelen    | 1:02.46   | 15 oktober 2006   | Calella    |
| 20.000 m snelwandelen | 1:22.09,8 | 4 september 2001  | Brisbane   |
| 20 km snelwandelen    | 1:18.17   | 12 maart 2005     | Adler      |

## Prestaties
| Jaar | Wedstrijd              | Plaats               | Resultaat | Onderdeel             | Tijd      |
| ---- | ---------------------- | -------------------- | --------- | --------------------- | --------- |
| 1990 | WK Junioren            | Plovdiv              | 1e        | 10.000 m snelwandelen | 39.55,52  |
| 1995 | Militaire Wereldspelen | Rome                 | 3e        | 20 km snelwandelen    | 1:23.03   |
|      | Wereldbeker            | Peking               | 30e       | 20 km snelwandelen    | 1:24.52   |
|      | WK                     | Göteborg             | 4e        | 20 km snelwandelen    | 1:21.28   |
| 1996 | Olympische Spelen      | Atlanta              | 2e        | 20 km snelwandelen    | 1:20.16   |
| 1997 | Wereldbeker            | Poděbrady            | 3e        | 20 km snelwandelen    | 1:18.30   |
|      | Universiade            | Catania              | 1e        | 20 km snelwandelen    | 1:25.36   |
| 1998 | EK                     | Boedapest            | 1e        | 20 km snelwandelen    | 1:21.10   |
|      | Goodwill Games         | Uniondale (New York) | 1e        | 20 km snelwandelen    | 1:23.29,7 |
| 1999 | WK                     | Sevilla              | 1e        | 20 km snelwandelen    | 1:23.34   |
|      | Wereldbeker            | Mézidon-Canon        | 7e        | 20 km snelwandelen    | 1:21.42   |
| 2000 | Olympische Spelen      | Sydney               | 15e       | 20 km snelwandelen    | 1:23.03   |
| 2001 | WK                     | Edmonton             | 2e        | 20 km snelwandelen    | 1:20.33   |
| 2003 | Militaire Wereldspelen | Rome                 | 2e        | 10.000 m snelwandelen | 39.33,16  |
|      | WK                     | Parijs               | 8e        | 20 km snelwandelen    | 1:20.14   |
| 2004 | Wereldbeker            | Naumberg             | DSQ       | 20 km snelwandelen    | –         |
| 2007 | WK                     | Osaka                | 9e        | 20 km snelwandelen    | 1:24.35   |
| 2008 | Wereldbeker            | Cheboksary           | 4e        | 20 km snelwandelen    | 1:19.04   |
|      | Olympische Spelen      | Peking               | 9e        | 20 km snelwandelen    | 1:22.02   |

1983: Ernesto Canto · 
1987: Maurizio Damilano · 
1991: Maurizio Damilano · 
1993: Valentí Massana · 
1995: Michele Didoni · 
1997: Daniel García · 
1999: Ilja Markov · 
2001: Roman Rasskazov · 
2003: Jefferson Pérez · 
2005: Jefferson Pérez · 
2007: Jefferson Pérez ·
2009: Valeri Bortsjin ·
2011: Valeri Bortsjin ·
2013: Aleksandr Ivanov ·
2015: Miguel Ángel López ·
2017: Éider Arévalo ·
2019: Toshikazu Yamanishi ·
2022: Toshikazu Yamanishi ·
2023: Álvaro Martín